# 1996 au Nouveau-Brunswick
Chronologie du Nouveau-Brunswick
- 1992
- 1993
- 1994
- 1995
- 1996
- 1997
- 1998
- 1999
- 2000

Cette page concerne des événements survenus en 1996 dans la province canadienne du Nouveau-Brunswick.

## Événements
- Fondation des Jeunesses musicales du Nouveau-Brunswick.
- Ernest Léger devient l'Archevêque de Moncton.
- Été : création de la maison d'édition Bouton d'or Acadie.
- 26 février : Joseph Landry est nommé au sénat à Ottawa.
- 19 juin : fondation des Wildcats de Moncton.
- 30 septembre : inauguration du Pont de Miscou.

## Décès
- 10 décembre : Cyril Sherwood, sénateur.